# Портрет музыканта
«Портрет музыканта» (итал. Ritratto di musico) — сильно переписанная в позднейшее время и неоконченная картина кисти великого итальянского художника Леонардо да Винчи, хранящаяся в миланской Пинакотеке Амброзиана. Картина начата художником на рубеже 90-х годов XV века.
Авторство Леонардо да Винчи оспаривается редко, хотя и существует предположение, что автором портрета является не Леонардо, а Антонелло да Мессина.

## История
Портрет числится в каталоге библиотеки с 1671 года. Есть версия, что он поступил в собрание вместе с Атлантическим кодексом от маркиза Галеаццо Арконати в 1637 г. Нельзя также исключать, что это одна из двух картин за авторством Леонардо, которые преподнёс библиотеке Федерико Борромео (в документах они фигурируют как портрет герцога Джан Галеаццо и «голова Петрарки»).
В XIX веке считалось, что портрет изображает миланского герцога Лодовико Моро. Его считали парным с портретом его невесты Беатриче д’Эсте и выставляли их друг напротив друга. Затем в начале XX века при расчистке красочного слоя удалось разобрать слова на бумаге, которую молодой человек держит в руке. Это начальные буквы слов Cantum Angelicum («ангельская песнь»). Рядом можно разобрать ноты.
Это открытие позволило сделать вывод, что на портрете изображён музыкант. Долгое время бытовало мнение, что это не кто иной, как Франкино Гафури, капельмейстер Миланского собора в конце 1480-х гг. В последнее время высказано немало других гипотез относительно личности изображённого на портрете музыканта. Ни одну из них нельзя признать бесспорно верной.